# Новые Воды
Новые Воды — населённый пункт, входящий в состав Ключанского сельского поселения Кораблинского района Рязанской области.

## Географическое положение
Новые Воды находится в восточной части Кораблинского района, в 10 км к востоку от райцентра.
Ближайшие населённые пункты:

— деревня Кривка западнее деревни;

— посёлок Быковская Степь в 2 км к северу по асфальтированной дороге.

## Природа
Деревню пересекает река Новые Воды (ранее называлась Божьими Водами), которая впадает в реку Ранову. 
Окружена лесами, входящими в государственный природный заказник «Бастынь».
В середине деревни течёт родник, впадающий в реку Новые Воды.

## История
Деревня указана в «Списках населенных мест Российской империи» по Рязанской губернии за 1862 год. Название, по всей видимости, получил по речке Божьей Воды, на которой располагалась.
После Октябрьской революции была переименована в Новые Воды.

## Население
| 1859 | 1897 | 1906 | 1914 | 2010 |
| ---- | ---- | ---- | ---- | ---- |
| 514  | ↗547 | ↗690 | ↗706 | ↘541 |

## Хозяйство
Ранее в Новых Водах действовал комплекс сооружений ж совхоза «Быковская степь».

## Инфраструктура
В деревне нет объектов инфраструктуры.
Дорожная сеть
Новые Воды пересекает автотрасса муниципального значения «Княжое-Ключ».